# John Challis (acteur)
Pour les articles homonymes, voir John Challis.
John Spurley Challis, né le 16 août 1942 à Bristol et mort le 19 septembre 2021, est un acteur britannique. 
Il est surtout connu pour sa performance en tant que Terrance Aubrey Boyce, dit « Boycie », dans la sitcom Only Fools and Horses (1981-2003).

## Biographie
Challis naît à Bristol, mais déménage à Londres lorsqu'il est jeune. 
Sa carrière débute en 1964. 

### Mort
John Challis a reçu un diagnostic de cancer en 2019. Il meurt le 19 septembre 2021.

## Filmographie

### Film
- 1964 : Where Has Poor Mickey Gone?
- 2001 : Subterrain

### Télévision
- 1955 : For Schools and Colleges: Drama
- 1962 : Z Cars
- 1963 : Doctor Who
- 1973 : Open All Hours
- 1979 : Bloomers
- 1981 : Only Fools and Horses
- 1982 : Then Churchill Said to Me
- 1987 : Ratman
- 1992 : Sitting Pretty
- 2005 : The Green Green Grass
- 2012 : My Tasty Travels with Lynda Bellingham
- 2017 : We Have Been Watching